# 非洲橫貫公路網

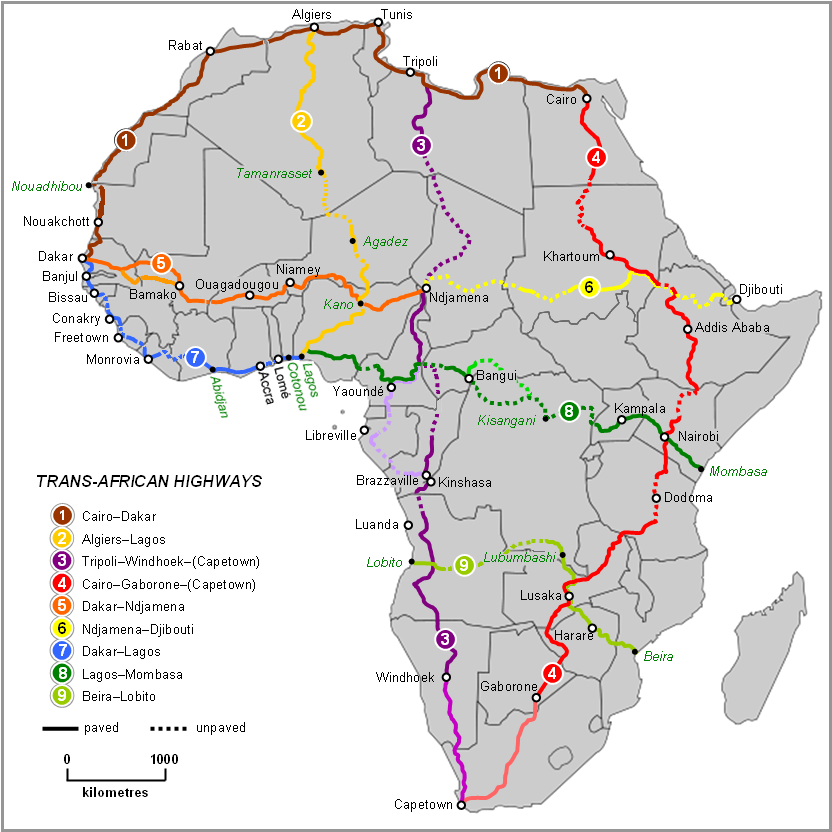
非洲橫貫公路網

非洲横贯公路网是由联合国非洲经济委员会（非洲经委会），非洲开发银行（AfDB），非洲联盟在非洲修建的洲际公路项目。他们的目标是促进贸易，并通过公路基础设施的发展和道路基础贸易走廊的管理在非洲减轻贫困。9条公路组成的公路网总长度是56683公里（35221英里）。